# Igreja do Norte da Índia
A Igreja do Norte da Índia (CNI) é a província da Comunhão Anglicana no território do norte da índia, estabelecida em 29 de novembro de 1970, reunindo as igrejas Anglicanas e Protestantes que trabalham no norte da Índia; é uma das duas províncias da Comunhão Anglicana na Índia, está em plena comunhão com a Igreja da Inglaterra e reconhece o Arcebispo da Cantuária como líder espiritual. É  sucessora da Igreja da Inglaterra na Índia, juntamente com a Igreja do Paquistão e a Igreja do Sul da Índia. A fusão, que estava em discussões desde 1929, acabou ocorrendo entre a Igreja da Índia, Paquistão, Birmânia e Ceilão (Anglicana), a Igreja Unida do Norte da Índia (Congregacionalista e Presbiteriana), as Igrejas Batista do Norte da Índia (batistas britânicos), a Igreja dos Irmãos na Índia, que se retirou em 2006 e a Igreja Metodista (Conferências Britânica e Australiana).
A jurisdição da CNI abrange todos os estados da Índia, com exceção dos cinco estados do sul (Andhra Pradesh, Telangana, Karnataka, Kerala e Tamil Nadu) e tem aproximadamente 2.200.000 membros (mais de 0,1% da população da Índia) em 4.600 paróquias.

## História

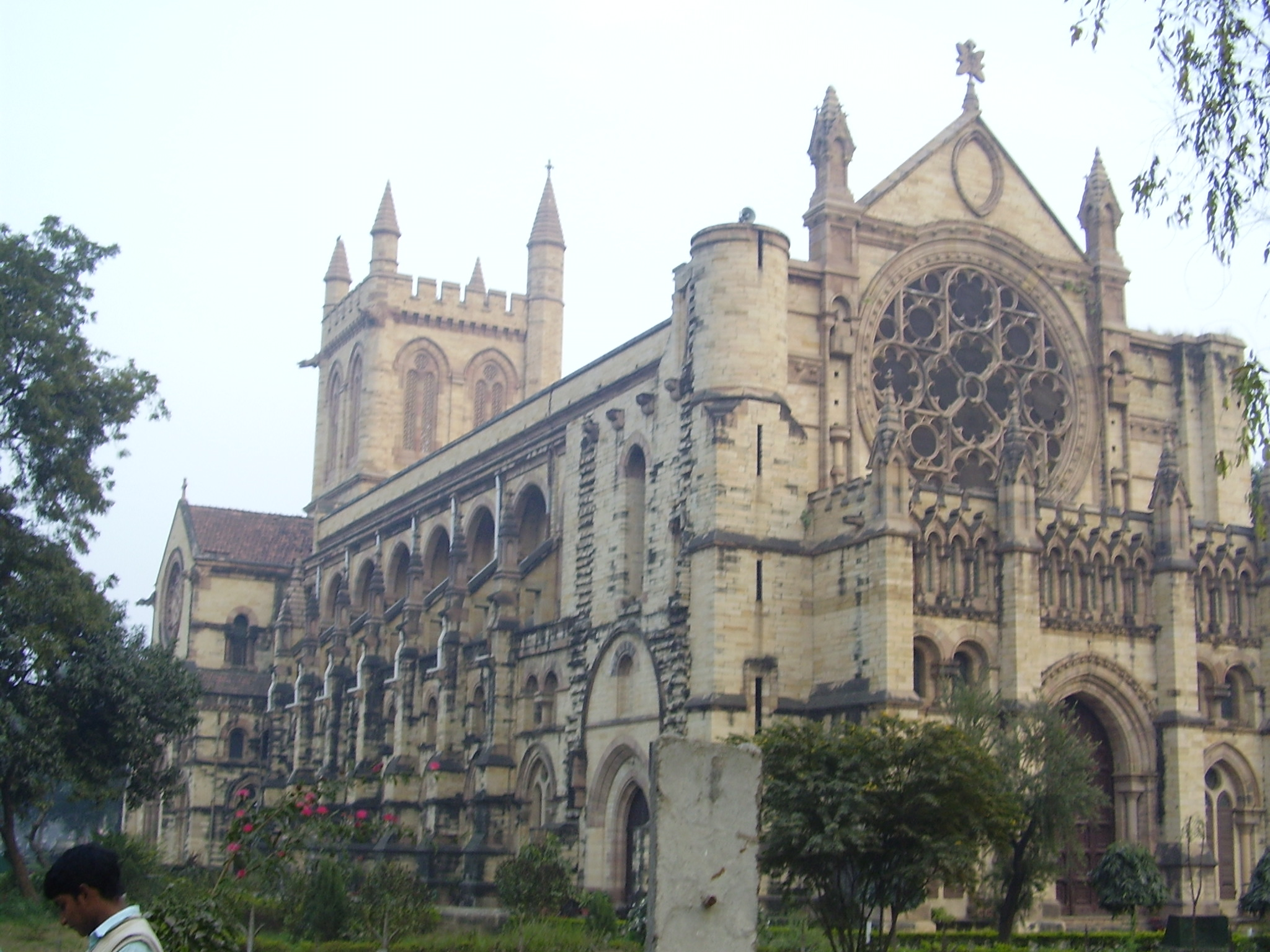
Catedral de Todos os Santos. em Allahabad

Discussões ecumênicas com vista a uma igreja unificada foram iniciadas pelas igrejas australianas da Missão de cristo, pela Igreja Metodista da Austrália, pela Igreja Metodista Wesleyana, pela Igreja Episcopal Metodista e pela Igreja Unida do Norte da Índia, durante uma reunião em Lucknow, em 1929.
Um comitê de negociação foi estabelecido em 1951, usando o plano da União da Igreja que resultou das consultas anteriores como base. O comitê era composto por representantes das Igrejas Batista no norte da Índia, Igreja da Índia, Paquistão, Birmânia e Ceilão, Igreja Metodista (conferências britânicas e australianas), Igreja Metodista no sul da Ásia e Igreja Unida do Norte da Índia (UCNI). A Igreja Metodista Episcopal, no entanto, não participou das discussões e, em 1981, tornou-se a Igreja Metodista na Índia (MCI). Em 1957, a Igreja dos Irmãos na Índia e as denominações de Discípulos de Cristo também se uniram às negociações.
Um novo comitê de negociação foi criado em 1961, com representantes de todas as denominações acima mencionadas. Em 1965, foi elaborado um plano finalizado da União da Igreja, conhecido como o 4º Plano da União de 1965. A união foi formalizada em 29 de novembro de 1970, quando todas as igrejas negociadoras foram unidas como Igreja do Norte da Índia, com exceção da Igreja Metodista no sul da Ásia, que decidiu não se juntar à união.
Em 2014, a igreja tinha 1.250.000 membros, em 3.000 paróquias, com 1.000 pastores.
Em 2023, foram estimados 2.200.000 membros, em 4.600 igrejas e congregações, com 2.314 pastores.

## Crenças e práticas
A CNI é uma igreja trinitária que se baseia nas tradições e no patrimônio de suas denominações constituintes. Os credos básicos da CNI são o Credo Apostólico e o Credo Niceno de 381 DC.

### Liturgia
A liturgia da CNI é de particular interesse, pois combina muitas tradições, incluindo a dos metodistas e de igrejas menores, como a Igreja dos Irmãos e os Discípulos de Cristo. É fornecida provisão para diversas práticas litúrgicas e entendimentos da revelação divina. Tendo a liturgia anglicana como principal liturgia.

### Governança
A política da CNI reúne os elementos episcopais, presbiterais e congregacionais, em um esforço para refletir a política das igrejas que entraram em união. O episcopado da CNI é histórico e constitucional. Existem 26 dioceses, cada uma sob a supervisão de um bispo. O principal órgão administrativo e legislativo é o sínodo, que se reúne a cada três anos para eleger um bispo presidente, chamado moderador e um comitê executivo. O moderador atua como chefe da igreja por um período fixo; outro bispo é eleito vice-moderador.

### Envolvimento social
O envolvimento social é uma grande ênfase na CNI. Existem conselhos sinodais encarregados de vários ministérios: educação secundária, superior, técnica e teológica, serviços de saúde, serviços sociais, desenvolvimento rural, literatura e mídia. Existe também um Escritório do Programa sinodal que busca proteger e promover a paz, a justiça, a harmonia e a dignidade da vida.
Atualmente, a CNI opera 65 hospitais, nove escolas de enfermagem, 250 instituições de ensino e três escolas técnicas. Algumas das instituições educacionais mais antigas e respeitadas da Índia, como a Scottish Church College em Calcutá, La Martiniere Calcutta, Wilson College em Mumbai, St. James 'School, Calcutá, Hislop College em Nagpur, St. John's Diocesan Girls' School, Calcutá, St. Paul's School em Darjeeling, St. John's College em Agra e St. Stephen's College em Delhi, Bishop Cotton School em Shimla, o Sherwood College em Nainital e o St. Andrew's College em Gorakhpur estão sob a administração da CNI.

### Ecumenismo
A CNI participa de muitos órgãos ecumênicos como reflexo de seu compromisso com a unidade da igreja. Internamente, participa de um conselho conjunto com a Igreja do Sul da Índia e a Igreja Síria de Mar Thoma, conhecida como Comunhão de Igrejas na Índia. Também é membro do Conselho Nacional de Igrejas da Índia . Regionalmente, a CNI participa da Conferência Cristã da Ásia. 
Em nível internacional, é membro do Conselho Mundial de Igrejas, do Conselho Para Missão Mundial, da Comunhão Mundial das Igrejas Reformadas, do Conselho Metodista Mundial, Conselho Consultivo Ecumênico dos Discípulos e da Comunhão Anglicana. A CNI também está em parceria com muitas outras agências cristãs nacionais, regionais e internacionais.

### Galeria

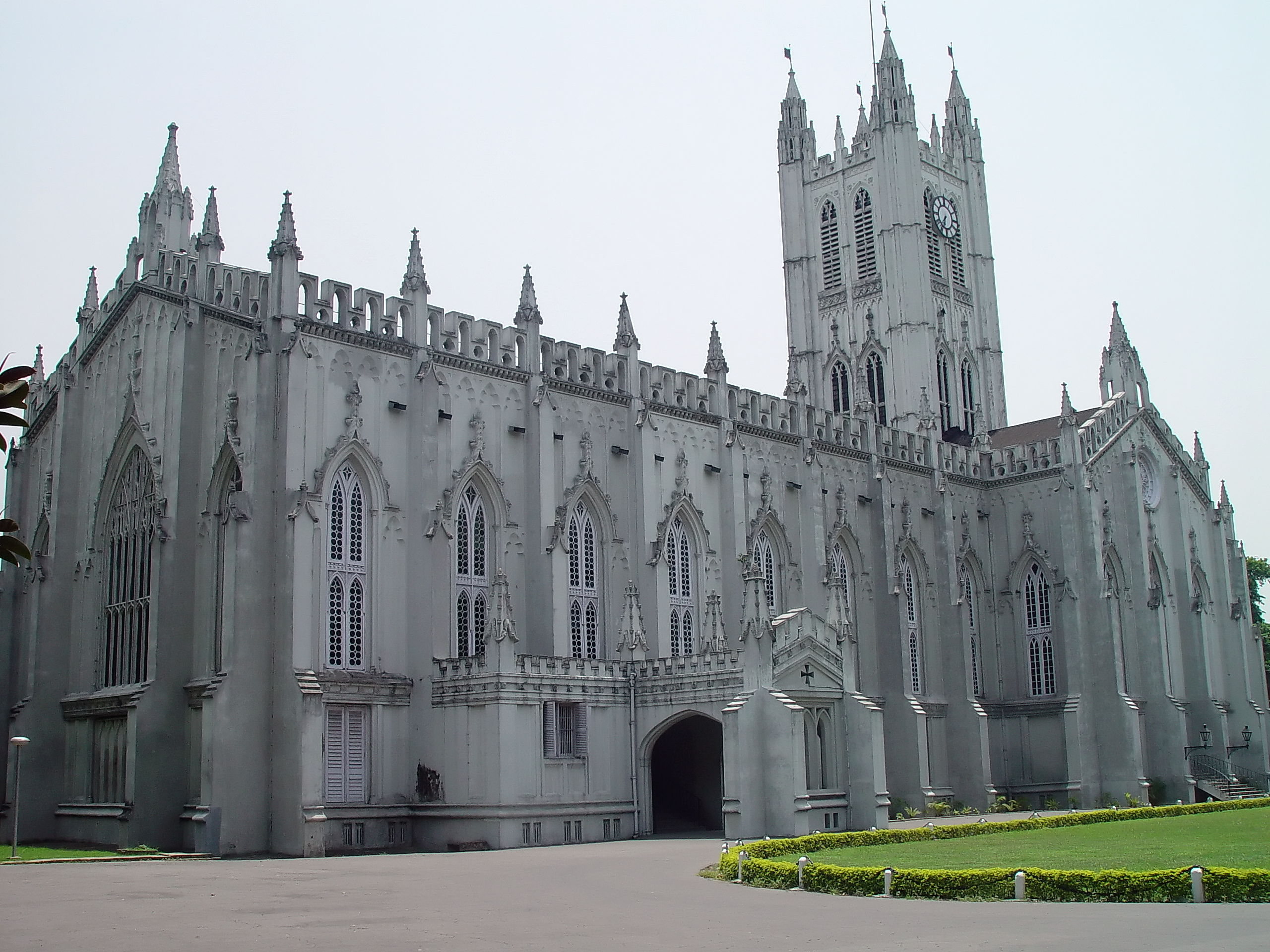
Catedral de São Paulo, Calcutá
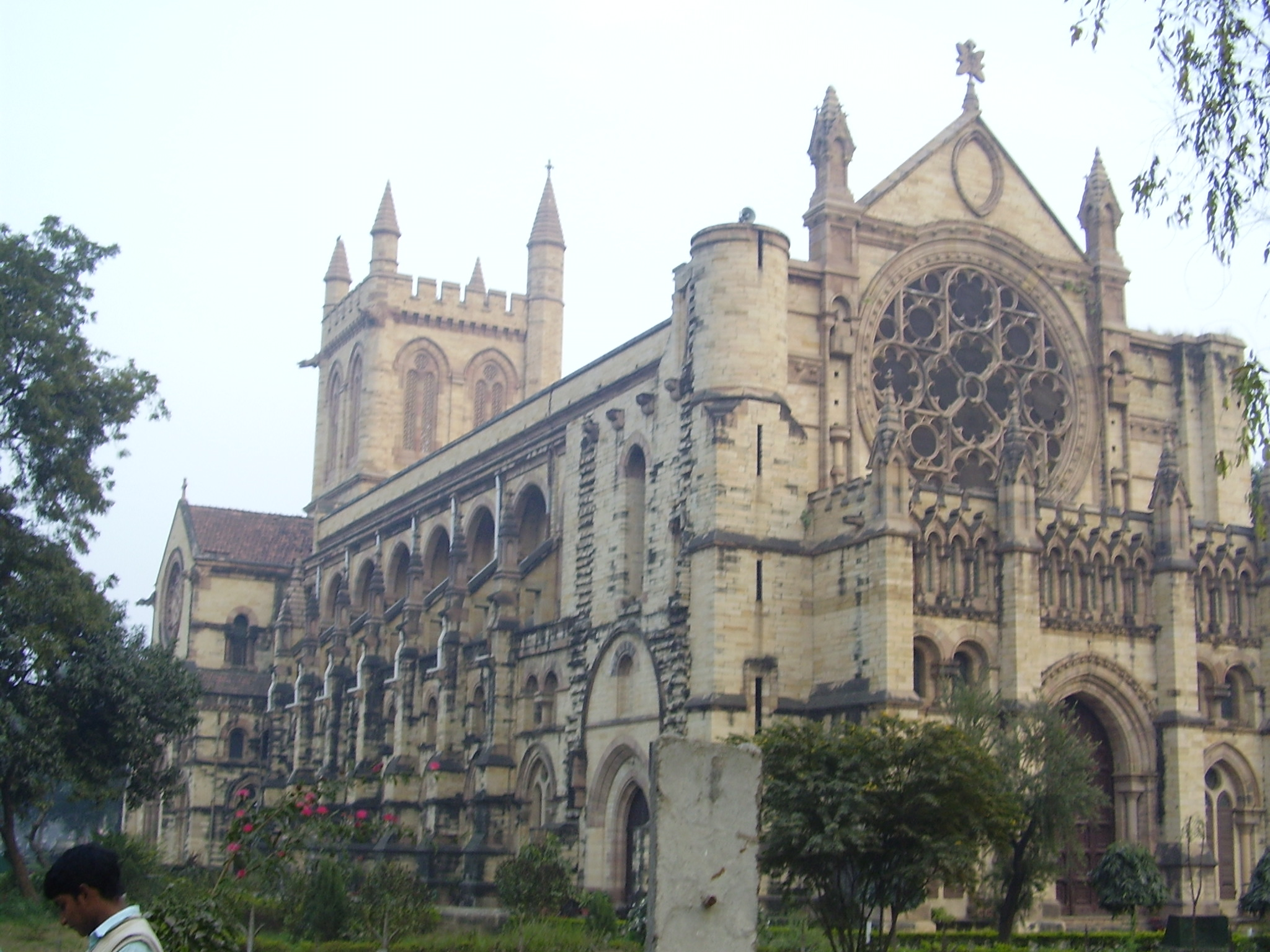
Catedral de Todos os Santos, Allahabad
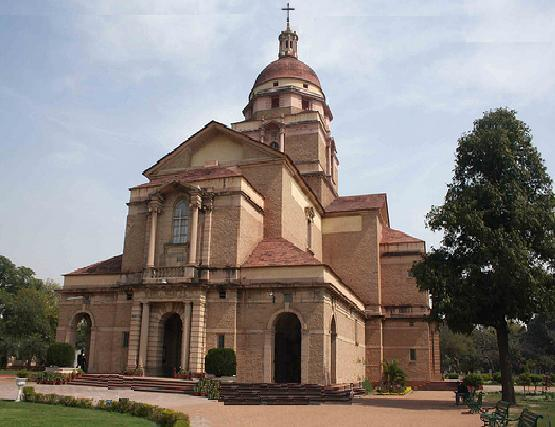
Catedral Igreja da Redenção, Nova Deli
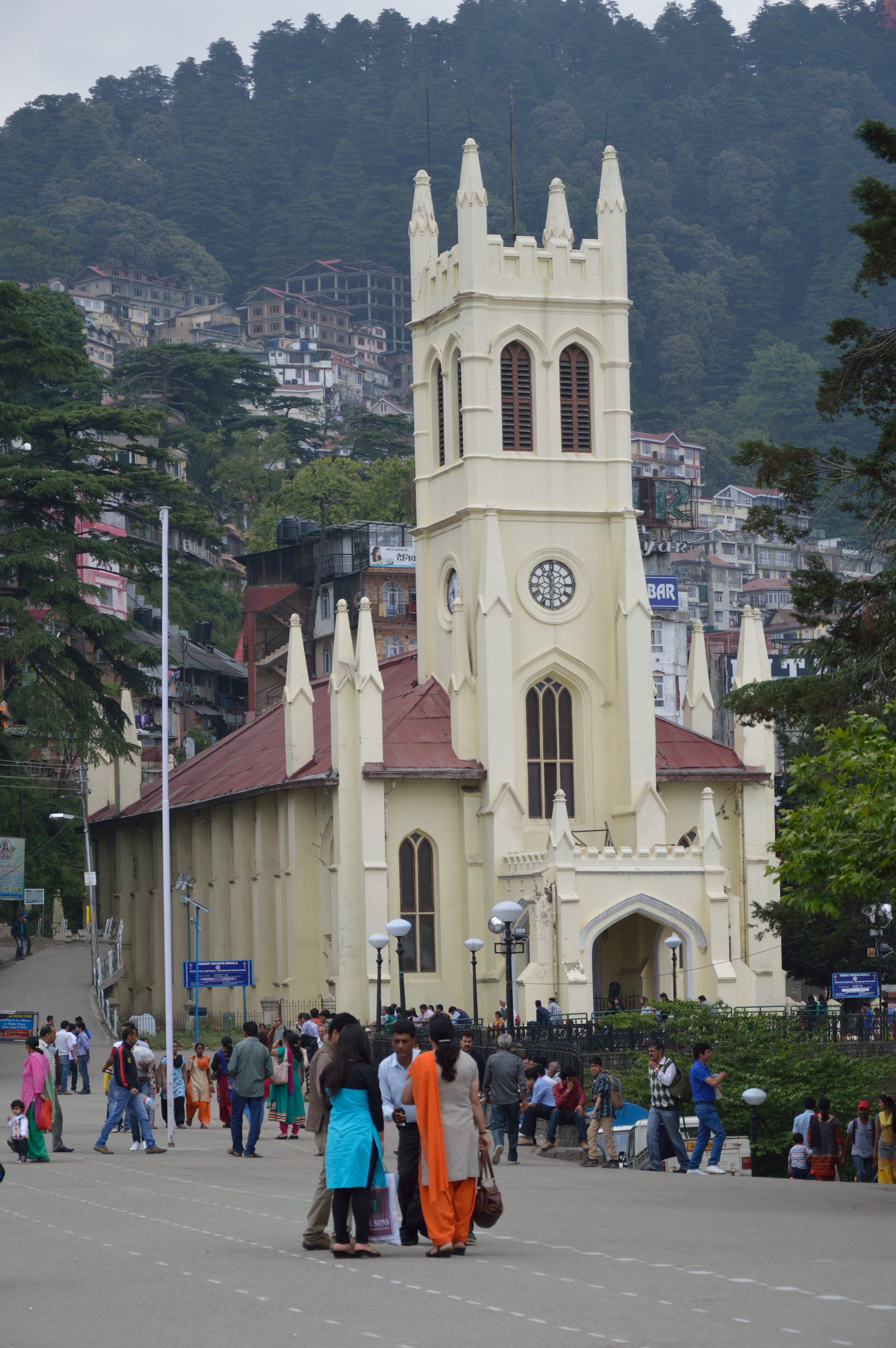
Igreja de Cristo, Shimla
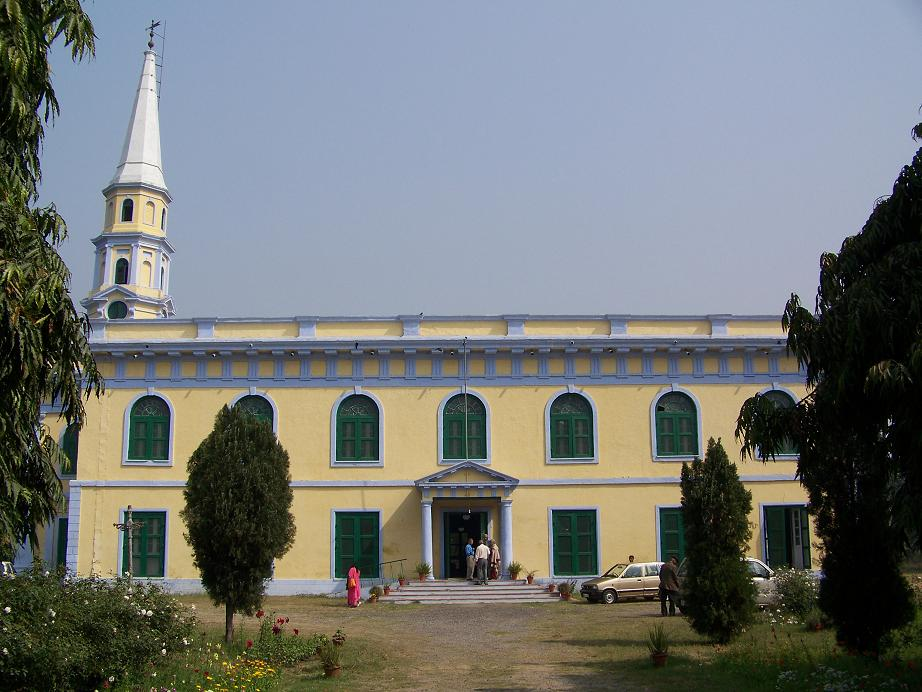
Igreja de São João, Meerut
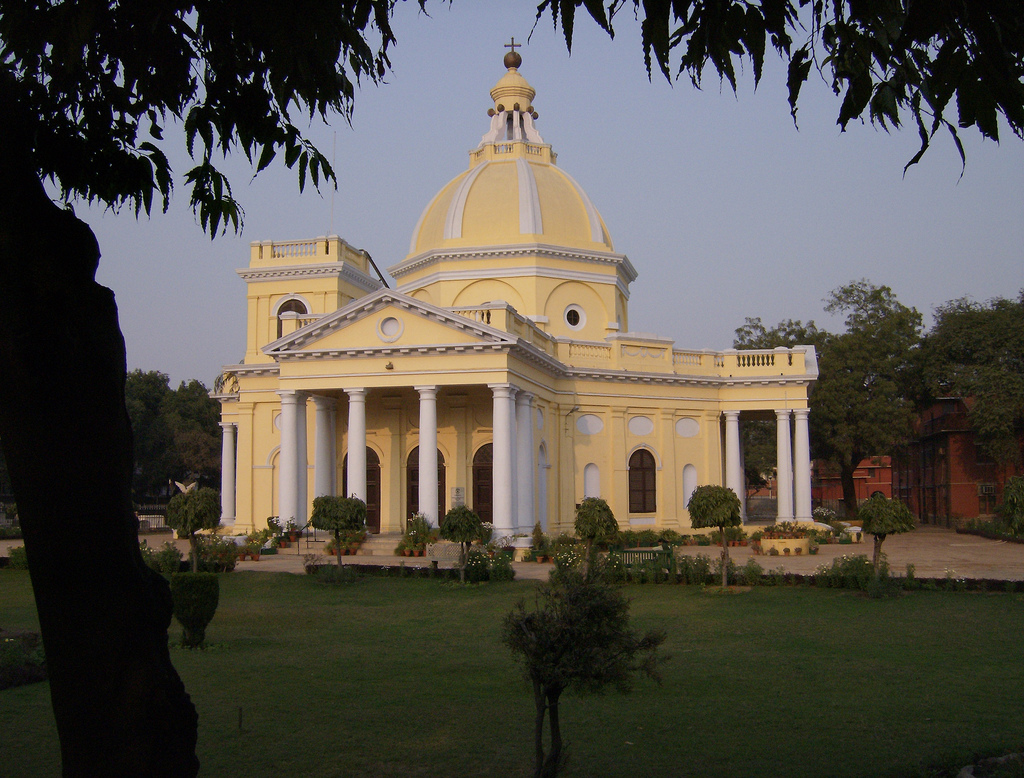
Igreja de St. James, Nova Deli
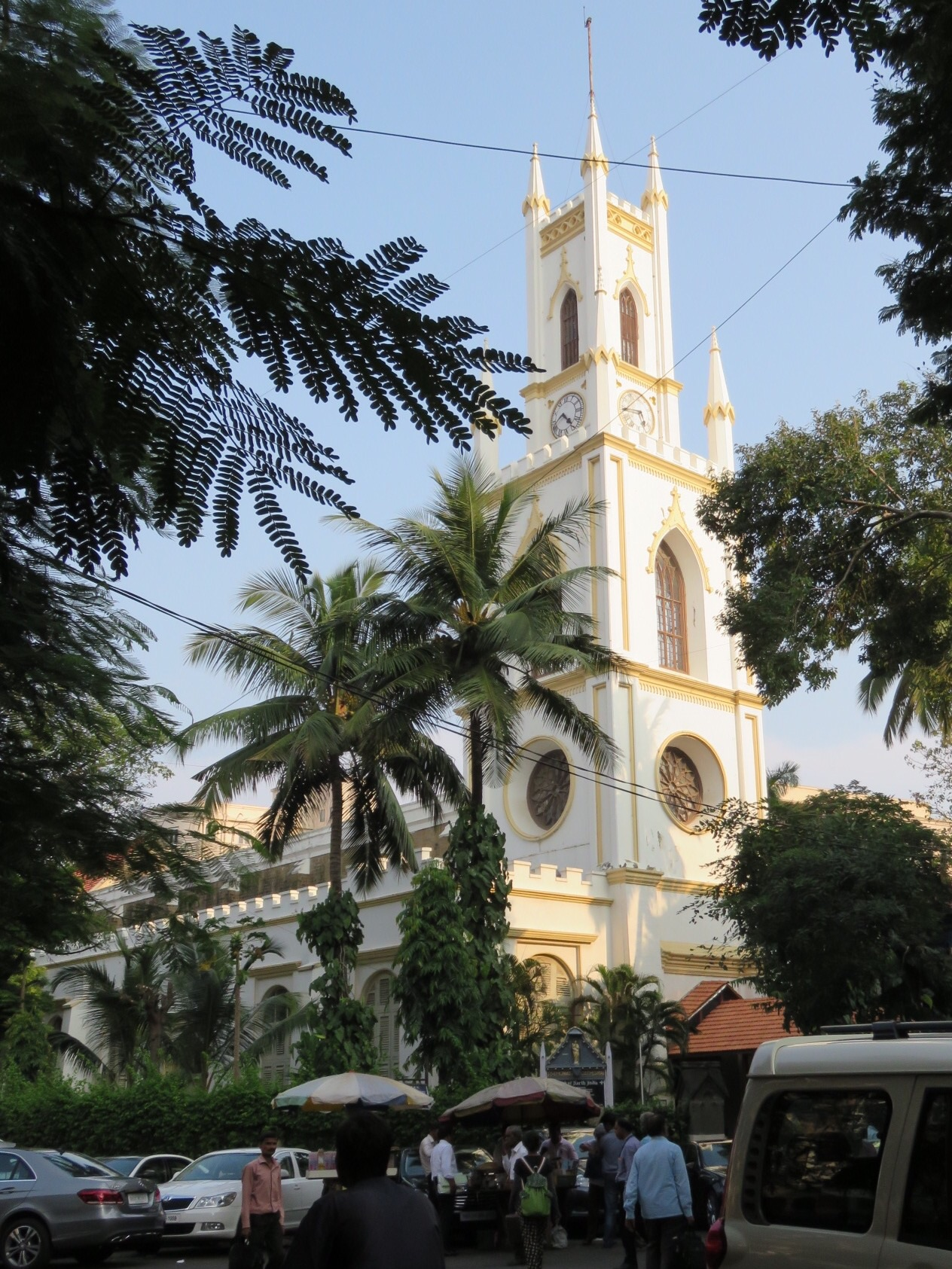
Catedral de São Tomás, Mumbai
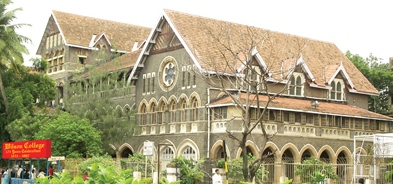
The Wilson College, Mumbai
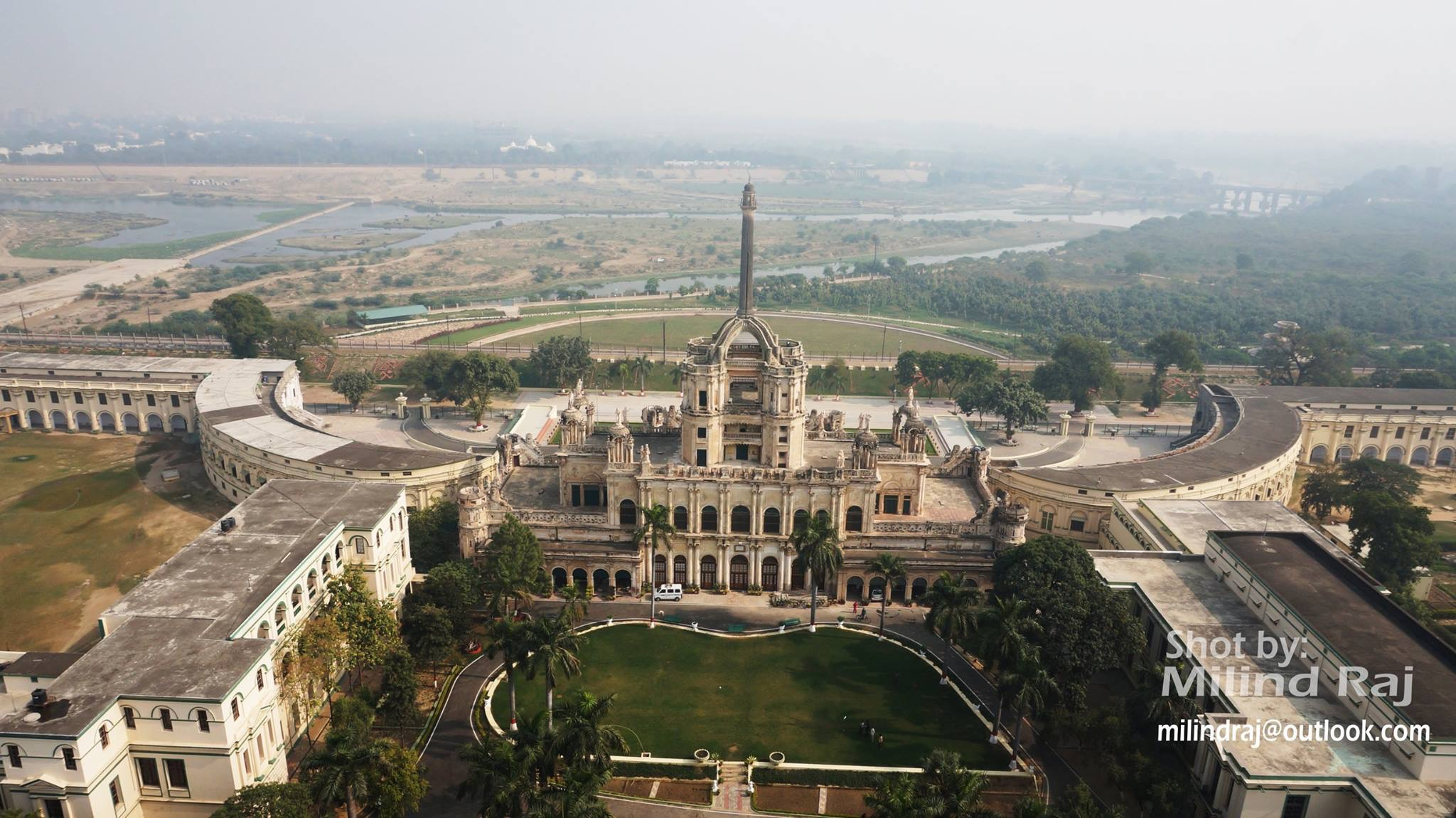
Faculdade La Martiniere, Lucknow
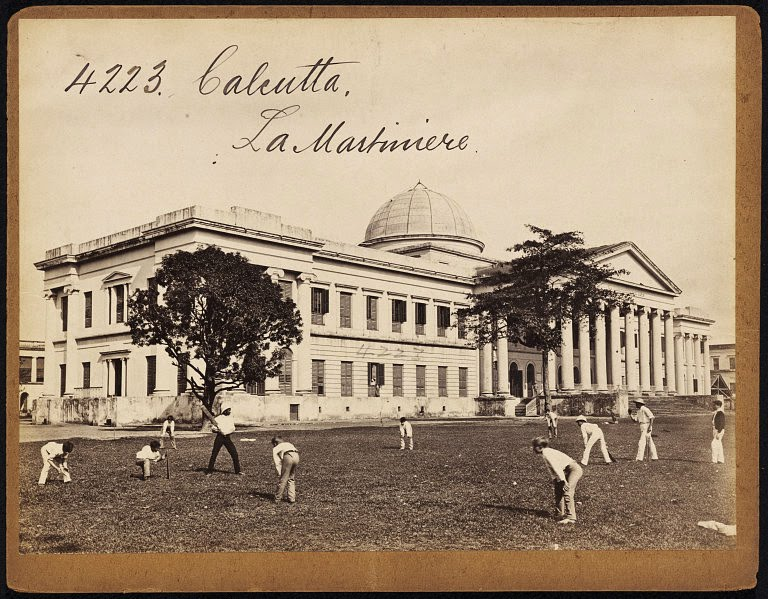
Colégio La Martiniere, Calcutá
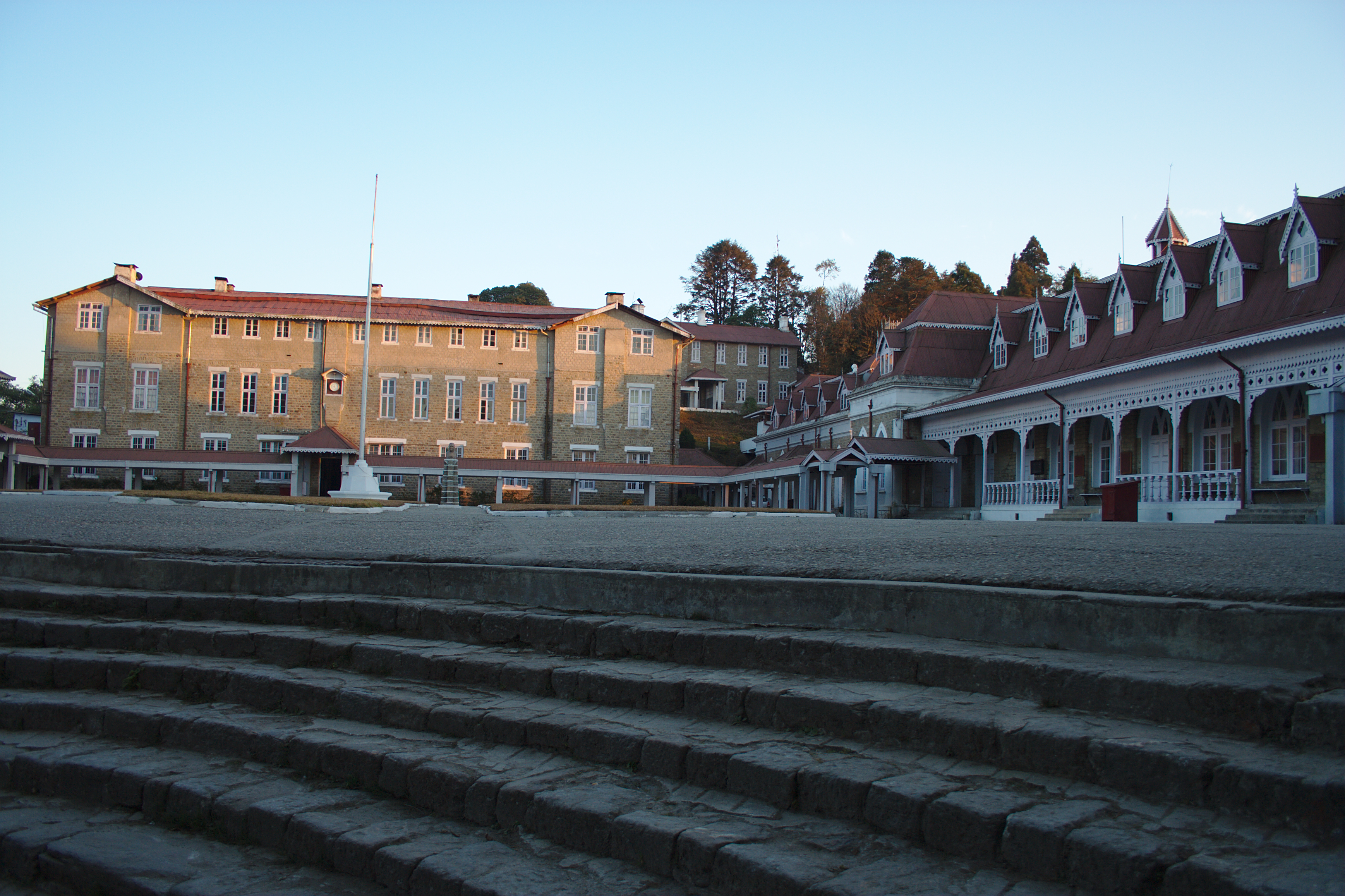
Escola de São Paulo, Darjeeling
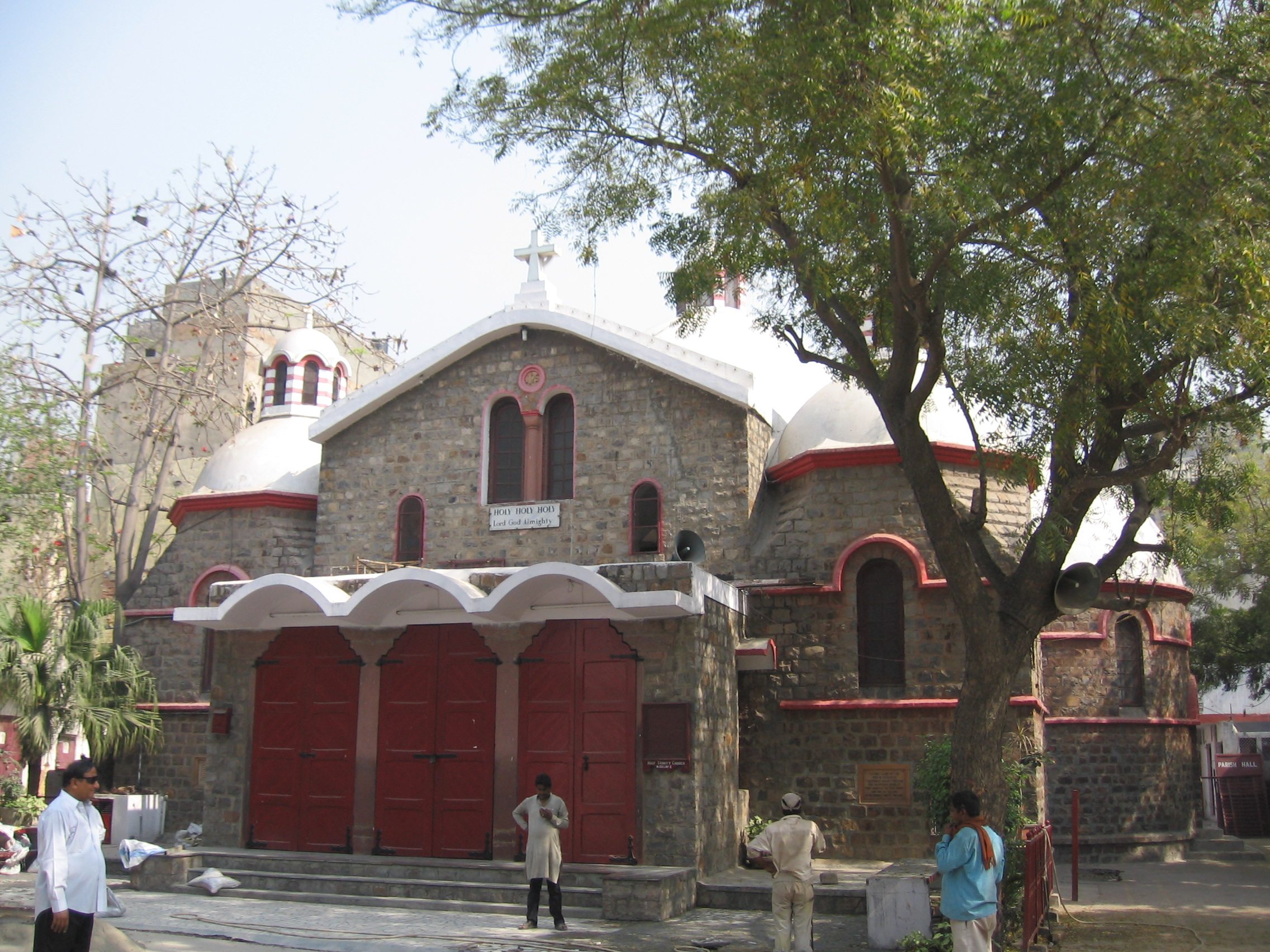
Igreja da Santíssima Trindade, Nova Deli
Igreja de St. Pauls, Pune - fotografada durante a era britânica.

## Dioceses
| Nome                         | Fundação                                                      | Sede        | Localização                                 | Bispo                                        | Website                     |
| ---------------------------- | ------------------------------------------------------------- | ----------- | ------------------------------------------- | -------------------------------------------- | --------------------------- |
| Diocese de Delhi             | 1947, em Lahore                                               | New Delhi   | Delhi, Haryana                              | Rev. Warris K. Masih                         |                             |
| Diocese de Amritsar          | 1953, em Lahore                                               | Amritsar    | Punjab, Himachal Pradesh, Jammu and Kashmir | P. K. Samantaroy                             | www.amritsardiocesecni.org  |
| Diocese de Barrackpore       | 1956, em Calcutta                                             | Barrackpore | West Bengal                                 | Paritosh Canning                             |                             |
| Diocese de Andaman e Nicobar | 1966, em Calcutta                                             | Port Blair  | Andaman and Nicobar Islands                 | Christopher Paul                             |                             |
| Diocese de Jabalpur          | 1970, em Nagpur                                               | Jabalpur    |                                             | Prem Chand Singh (Moderador)                 |                             |
| Diocese de Patna             | Depois de 1970                                                | Patna       | Bihar                                       | P. P. Marandih                               |                             |
| Diocese de Cuttack           | 1970                                                          | Cuttack     | Cuttack, Odisha                             | Surendra Kumar Nanda                         |                             |
| Diocese de Bhopal            | Entre 1970-1979, em Jabalpur                                  | Bhopal      | Madhya Pradesh                              | Manoj Charan                                 |                             |
| Diocese de Rajasthan         | 1981                                                          | Ajmer       | Rajasthan                                   | Darbara Singh                                |                             |
| Diocese de Gujarat           | entre 1970-96                                                 | Ahmedabad   | Gujarat                                     | Silvans Christian                            |                             |
| Diocese de Kolhapur          | entre 1970-96                                                 | Kolhapur    | Maharashtra                                 | Sandeep Suresh Vibhute                       |                             |
| Diocese de Durgapur          | entre 1970-96                                                 | Durgapur    |                                             | Rev. Sameer Issac Khimla                     |                             |
| Diocese de Chandigarh        | 1974, em Amritsar                                             | Ludhiana    | Chandigarh, Punjab                          | Younas Massey                                |                             |
| Diocese de Agra              | 1976, em Lucknow                                              | Agra        | Uttar Pradesh, Uttarakhand                  | Prem Prakash Habil,                          | http://cnidioceseofagra.org |
| Diocese do Himalaya oriental | Depois de 1987 — Darjeeling, renomeado c. 1992, em Barrackpur | Darjeeling  | West Bengal, Bhutan                         | vacantActing: Purely Lyngdoh                 |                             |
| Diocese de Sambalpur         | depois de 1996                                                |             | Pinuel Dip                                  |                                              |                             |
| Diocese de Phulbani          | 1997, em Cuttack                                              | Kandhmal    | Odisha                                      | Bijay K. Nayak                               |                             |
| Diocese de Marathwada        | 2000                                                          | Aurangabad  |                                             | M. U. Kasab                                  |                             |
| Diocese de Pune              | 2000                                                          | Pune        |                                             | Paul B. Dupare                               |                             |
| Diocese de Chhattisgarh      | 2010, em Jabalpur                                             | Raipur      | Chhattisgarh                                | Rt. Rev. Robert Ali (Antigo bispo de Bhopal) |                             |